# Carpinus henryana
Carpinus henryana — вид квіткових рослин, дерево з родини березових. Поширення: пд. Китай (сх. Ганьсу, зх. Гуйчжоу, Хенань, зх. Хубей, пд. Шеньсі, сх. Сичуань, Юньнань). Росте на висотах від 1600 до 2900 метрів.

## Середовище
Населяє помірні ліси.

## Біоморфологічна характеристика
Дерево до 18 м заввишки; кора сіра, тріщинувата. Гілочки пурпурно-коричневі. Черешок 1–1.7 мм. Листкова пластинка вузько ланцетна, еліптично-ланцетна або довгасто-ланцетна, 5–8 × 2–3 см, знизу серпувато-ворсистaста вздовж жилок, в інших місцях залозисто точкова, в пазухах бічних жилок борідчаста, основа округла або підсерцеподібна, іноді нерівна, край підвігнутий, просто зубчастий, верхівка загострена або хвостато-загострена; бічних жилок 14–16 з кожного боку від середньої жилки. Жіноче суцвіття 6–7 × 2–2.5 см. Горішок яйцеподібний, ≈ 4 × 3 мм, голий, за винятком рідко ворсинчастого на верхівці, ребристий. Цвітіння: травень і червень, плодіння: липень і серпень.

## Використання
Інформація про використання або торгівлю цим видом відсутня.